# Ecdyonurus picteti
Ecdyonurus picteti is een haft uit de familie Heptageniidae. De wetenschappelijke naam van de soort is voor het eerst geldig gepubliceerd in 1864 door Meyer-Dür.
De soort komt voor in het Palearctisch gebied.